# خیابان جورجیا
خیابان جورجیا (انگلیسی: Georgia Street) یک خیابان شرقی-غربی در شهرهای ونکوور و برنابی، بریتیش کلمبیا، کانادا است. بخشی از آن در مرکز شهر ونکوور قرار دارد.